# Antonio Cabrini
Pour les articles homonymes, voir Cabrini.
Antonio Cabrini, né le 8 octobre 1957 à Crémone en Lombardie, est un joueur de football international italien, qui évoluait au poste de défenseur latéral avant d'ensuite devenir entraîneur.
Surnommé Bell'Antonio ou encore Fidanzato d'Italia (le fiancé d'Italie) en vertu de sa grande popularité auprès du public féminin, il a passé l’essentiel de sa carrière avec la Juventus en tant qu’arrière gauche, avec qui il a remporté six titres de champion d’Italie, ainsi qu'un titre de champion du monde en 1982 avec la sélection italienne.

## Carrière

### Joueur

#### En club

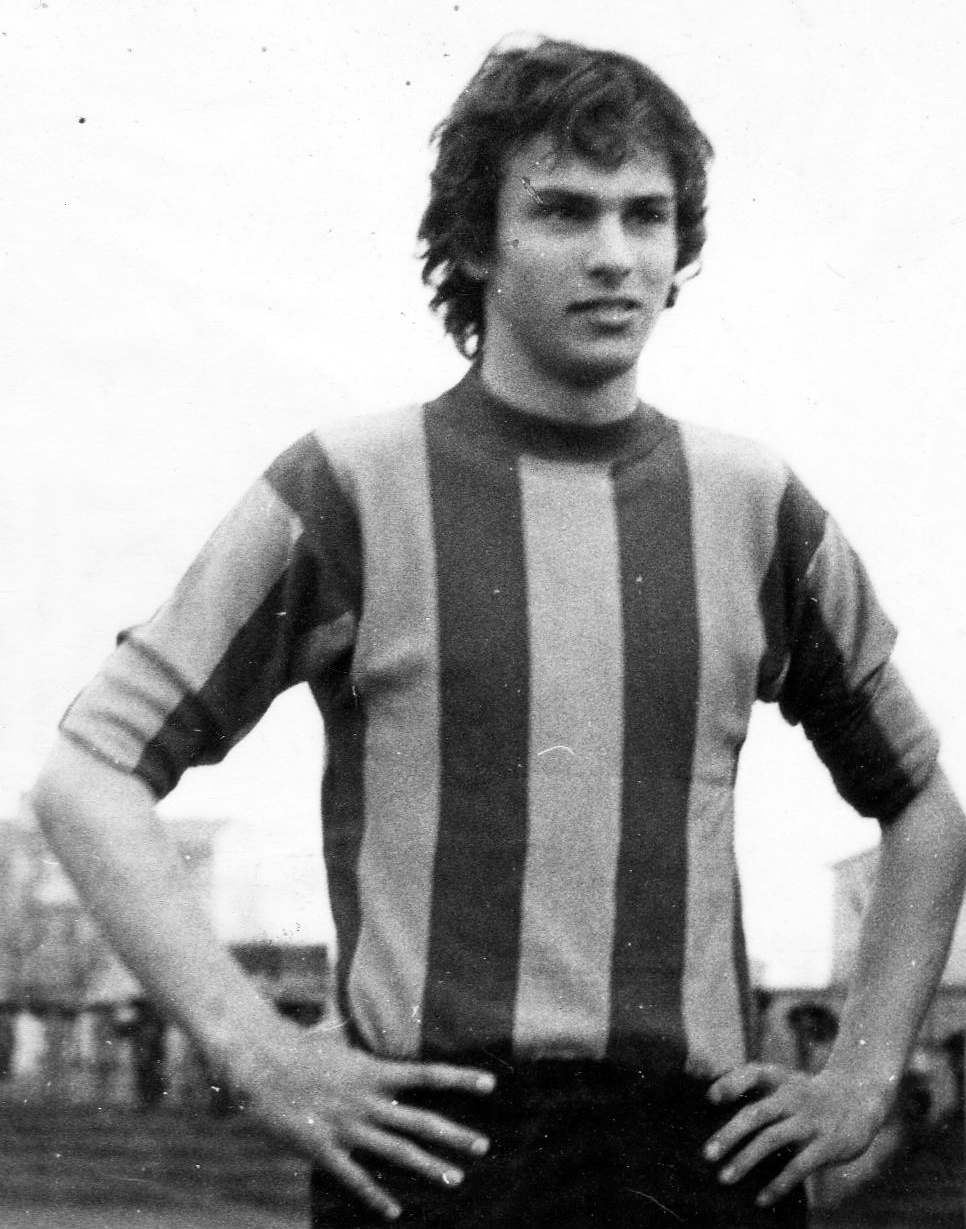
Cabrini avec la Cremonese au début des années 1970.

Formé par le club de sa ville natale de la Cremonese, il y fait ses débuts professionnels en 1973 en Serie C, ne jouant que 3 matchs lors de sa première saison, mais devenant titulaire l'année suivante.
En 1975, il rejoint l'Atalanta, où il réalise une bonne saison en Serie B avant d'être repéré par le club piémontais de la Juventus (avec qui il passera l'essentiel de sa carrière de 1977 à 1989, y remportant tous ses titres : six titres de champion d’Italie, deux coupe d'Italie, une supercoupe d’Italie, une Ligue des champions, une coupe UEFA et une Coupe intercontinentale).
En bianconero, il joue son premier match à l'âge de 19 ans le 13 février 1977 lors d'un succès 2-0 en Série A contre la Lazio. Lors de sa première saison à Turin, il joue 7 matchs et inscrit un but, remportant par la même occasion le scudetto, son premier trophée. C'est à partir de la saison qu'il devient alors titulaire indiscutable sur le flanc gauche.
Il remporte ensuite deux autres scudetti avec la Juve (1980-81 et 1981-82, où il inscrit 12 buts en deux saisons), deux fois la Coppa Italia, avant d'ensuite gagner sa première C1 (devenant par la même occasion un des premiers joueurs au monde à remporter toutes les compétitions européennes de l'UEFA).
Il continue à jouer avec la Vieille Dame jusqu'en 1989 (disputant sa dernière rencontre le 25 juin 1989 lors d'une victoire 3-0 en championnat sur l'Hellas Vérone), année au cours de laquelle il rejoint le club de Bologne pour deux saisons, équipe avec laquelle il termine sa carrière en 1991.
Il a en tout disputé durant sa carrière 352 matchs de Série A (pour 35 buts en 15 saisons), dont 297 matchs et 33 buts en 13 saisons à la Juventus. Sur le terrain, il reste dans les mémoires pour ses qualités techniques et physiques qui firent de lui l'un des meilleurs défenseurs de l'histoire du football italien[réf. nécessaire].

#### En équipe nationale
Après avoir seulement disputé des matchs avec l'équipe d'Italie espoirs (23), il est convoqué par Enzo Bearzot sans aucune sélection en équipe A parmi 20 joueurs italiens pour participer à la coupe du monde 1978. Il joue son premier match avec la Squadra Azzurra le 2 juin 1978 à 20 ans lors d'un succès 2-1 contre la France à Mar del Plata, jouant ensuite tous les matchs italiens du tournoi (il deviendra alors titulaire indiscutable durant environ 9 ans).
Le 20 septembre de la même année, il inscrit son premier but en sélection, lors d'un amical à Turin contre la Bulgarie (but de la victoire 1-0). Il fut également sélectionné en équipe FIFA en 1979, puis participa ensuite à l'Euro 1980 (où les Italiens finissent 4e).
Cabrini fit partie en tant que principal protagoniste de l'équipe italienne légendaire qui prit part au mondial 1982, avec entre autres Dino Zoff, Gaetano Scirea, Giuseppe Bergomi et Claudio Gentile en défense, et Paolo Rossi en attaque. Cabrini inscrit lors du second tour le but de la victoire 2-1 contre les champions en titre Argentins. Il remporte finalement le tournoi (victoire malgré un penalty manqué en finale par Cabrini) contre la RFA.
Avec 9 autres de ses coéquipiers déjà champions du monde, il participe également à la coupe du monde 1986, où l'Italie est finalement éliminée en 8e-de-finale par les Français.
Il dispute son dernier match avec les Azzurri contre la Suisse à Berne le 17 octobre 1987 à l'âge de 30 ans (lors d'un match comptant pour les qualifications pour l'Euro 1988), laissant ensuite son poste à son héritier prometteur Paolo Maldini.
Cabrini a joué au total 73 fois (dont 10 en tant que capitaine) avec l’équipe d’Italie et a marqué 9 buts, un record pour un défenseur (il a également joué en tout 18 matchs de coupe du monde).

### Entraîneur
Après plusieurs années d'absence dans le monde du football, il entame une carrière d'entraîneur en 2000, avec le club de Serie C1 de l'Arezzo Calcio (prenant la place de Serse Cosmi, mais n'arrivant finalement pas à passer en division supérieure, échouant au stade des playoffs). Un an plus tard, il rejoint le club du FC Crotone en Serie B et, en 2004, le Pise Calcio en Série C1. Lors de la saison 2006, il prend en main l'équipe du Novare Calcio.
Après ces expériences italiennes plus ou moins décevantes, il est annoncé en 2007 comme le futur sélectionneur de l'équipe nationale syrienne, avant quelques problèmes avec la fédération Syrienne qui le firent finalement abandonner ses fonctions en février 2008.
Depuis le 14 mai 2012, il est l'entraîneur de l'équipe d'Italie féminin.

### Vie personnelle
En 2008, il publie son premier roman, Ricatto perfetto,. Le 15 septembre de la même année, il participe comme concurrent à la 6e édition de la célèbre émission de téléréalité italienne L'Isola dei famosi (l'île des célébrités), se retirant de l'émission au bout de trois semaines à cause d'une hernie.
En juin 2009, il entre en politique et rejoint le groupe guidé par Antonio Di Pietro de l'Italia dei Valori (Italie des valeurs) en tant que responsable des sports dans la région du Latium.
Il a également été chroniqueur sportif pour les chaînes de télévision d'Al Jazeera Sports (analysant les matchs de Série A), ainsi que pour Dahlia TV (en février 2010)
Tout comme Gianni Rivera ou encore Antonio Di Natale, il n'a pas soutenu l'appel au coming out pour les joueurs gay lancé par Prandelli, affirmant à l'hebdomadaire Chi: 

« Le coming out est à discrétion personnelle, mais il est clair que le monde du football n'est pas vraiment l'idéal pour se déclarer, ce qui apporterait sûrement des problèmes. Il y a beaucoup d'ignorance dans les stades sur le thème de la diversité, il suffit de voir comment sont traités les footballeurs étrangers, tu imagines ce qu'il arriverait si un joueur en activité se déclarait, quelle serait la pression médiatique sur l'équipe, les coéquipiers, le milieu. »

— Antonio Cabrini

## Palmarès

### En club
Juventus
| - Championnat d'Italie (6) : - Champion : 1976-77, 1977-78, 1980-81, 1981-82, 1983-84 et 1985-86. - Coupe d'Italie (2) : - Vainqueur : 1978-79 et 1982-83. - Coupe UEFA (1) : - Vainqueur : 1976-77. |  | - Coupe des coupes (1) : - Vainqueur : 1983-84. - Supercoupe d'Europe (1) : - Vainqueur : 1984. - Coupe des clubs champions (1) : - Vainqueur : 1984-85. - Coupe intercontinentale (1) : - Vainqueur : 1985. |

### En sélection
Italie
- Coupe du monde (1) :
  - Vainqueur : 1982.